# Manitoba Starch Products
Manitoba Starch Products est une entreprise agro-alimentaire canadienne spécialisée dans la production de fécule de pomme de terre dont elle est le premier producteur dans le pays. Elle est située près de Carberry dans la province du Manitoba.